# Ledang
Ledang is een district in de Maleisische deelstaat Johor.
Het district telt 137.000 inwoners en is in 2008 afgesplitst van het district Muar.